# Раздельная улица (Москва)
Разде́льная у́лица — улица, расположенная в Северном административном округе города Москвы на территории Савёловского района.

## История
Улица, известная с XIX века, разделяла домовладения, от чего и получила своё название. До начала 60-х годов XX века улица состояла из деревянных 1-3-этажных домов. По состоянию на 2020 г. сохранилось лишь одно деревянное двухэтажное здание, имеющее адрес Раздельная ул., дом 10, стр. 1. Здание не используется. Прочие дома по Раздельной улице были снесены в 60—70-х годах XX столетия в связи с массовой застройкой района кирпичными многоэтажными домами. Новые дома были приписаны к более крупным улицам: Нижней Масловке, 1-й и 2-й Квесисской улицам. В настоящее время Раздельная улица визуально воспринимается как дворовая территория внутри домов 6 стр. 1 и 8 по Нижней Масловке, а также как внутренняя территория Бутырского рынка.

## Расположение
Раздельная улица проходит от улицы Нижняя Масловка (часть Третьего транспортного кольца) на север, пересекает 1-ю Квесисскую улицу и проходит до 2-й Квесисской улицы. По состоянию на 2020 г. сохранился единственный дом, имеющий адрес по Раздельной ул. — дом 10, стр. 1.

## Примечательные здания и сооружения
По нечётной стороне:
По чётной стороне:

## Транспорт

### Наземный транспорт
По Раздельной улице не проходят маршруты наземного общественного транспорта. У северного конца улицы, на 2-й Квесисской улице, расположена остановка «Бутырский рынок» автобусов 72, 82, 84, 384, 692, т29. У южного конца улицы, на улице Нижняя Масловка, расположена остановка «Кинотеатр Прага» автобусов 72, 82, 84, 384, 727, т42, т79.

### Метро
- Станции метро  Савёловская и  Савёловская — восточнее улицы, на съезде с Бутырской улицы на Нижнюю Масловку.

### Железнодорожный транспорт
- Савёловский вокзал — восточнее улицы, на площади Савёловского вокзала.
- Платформа  Савёловская — восточнее улицы, на площади Савёловского вокзала.